# Frenologie

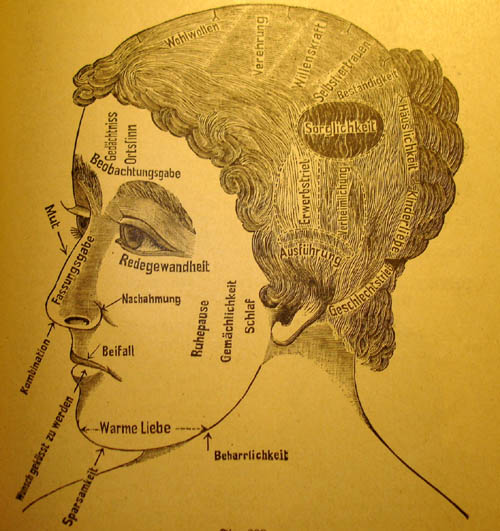
Frenologische afbeelding uit Das neue Heilverfahren van Friedrich Eduard Bilz, 1888

Frenologie (Oudgrieks: φρήν, phrēn, geest en λόγος, logos, leerstelling, samen de leer van de geest) is een verlaten leer die stelde dat aanleg en karakter door de groei van bepaalde hersendelen worden bepaald. Het karakter zou dan uit de vorm van de schedel kunnen worden afgeleid, die bepaalde knobbels zou vertonen. Hieruit zijn de in het spraakgebruik ingeburgerde woorden wiskundeknobbel en talenknobbel ontstaan. De studie naar vorm en afmetingen van de schedel noemt men craniometrie.
Grondlegger van de frenologie was de Duitse, later Franse, geneeskundige Franz Joseph Gall (1758-1828). De naam frenologie is pas door zijn belangrijkste leerling Johann Spurzheim ingevoerd. Als wegbereiders van de frenologie kunnen de fysionomen Giambattista della Porta (1535-1615) en Johann Kaspar Lavater (1741-1801) worden genoemd. 
Cesare Lombroso introduceerde in de negentiende eeuw een forensische tak van de frenologie, al noemde hij het zelf niet zo, waarin hij stelde dat aangeboren aanleg voor crimineel gedrag met de ontwikkeling van zekere gelaatskenmerken gepaard gaat. Mogelijke criminelen zouden op grond van deze kenmerken kunnen worden herkend. De Duitser Carl Huter (1861-1912) ontwikkelde uit de frenologie en de fysionomie een eigen psychologisch systeem, dat hij kallisofie noemde.
De Belgische priester Paul Bouts (1900-1999) zette in de twintigste eeuw het wetenschappelijk onderzoek naar de frenologie voort. Zijn broer, Camille Bouts, doceerde deze wetenschap zelfs aan universiteiten in  Zuid-Amerika, maar met de hedendaagse kennis van de anatomie van de hersenen is er nauwelijks reden meer om nog waarde te hechten aan de frenologie. 
Het meten van de binnenkant van de schedel, zoals dat bijvoorbeeld in de archeologie wordt gedaan om de functie van hersendelen van verschillende hominiden te vergelijken, wordt niet tot de frenologie gerekend.